# За облаками (радиостанция)
«За облаками» — музыкально-развлекательная радиостанция, единственная курганская FM-радиостанция с полностью местным вещанием. Вещает в Кургане, включая агломерацию, в Шадринске и ещё в семи районах области, с населением в зоне покрытия около 700 тысяч человек и потенциальной аудиторией порядка 500 тысяч человек (60 % населения области). Входит в состав радиохолдинга «Радио 45».

## Характеристики вещания
- в Кургане, в Юргамышском, Кетовском, Варгашинском, Белозерском районах — 101,5 МГц (мощность сигнала — 0,5 кВт);
- в Шадринске, в Шадринском,Каргапольском, Далматовском, Катайском районах — 105,8 МГц (мощность сигнала — 1 кВт).
- Общий объём вещания в неделю — 168 часов, со следующим соотношением частей:

| Направления вещания        | % от общего | Краткая характеристика                                     |
| -------------------------- | ----------- | ---------------------------------------------------------- |
| Информационное             | 7           | Выпуски новостей и репортажи                               |
| Развлекательное            | 16          | Шоу, игры и викторины                                      |
| Культурно-просветительское | 7           | Авторские программы на разные темы                         |
| Музыкальное                | 70          | Иностранные и отечественные исполнители, популярная музыка |

Музыкальный формат — Soft AC.

## Руководство
- Андрей Воронцов[4] — генеральный директор
- Ярослав Фомин[5] — исполнительный директор
- Юрий Несговоров — программный директор и музыкальный редактор.

## История
Радиостанция была основана в 2002 году: в июне учредители получили лицензию на вещание, а 28 декабря состоялся первый выход в эфир. Идею названия предложил участник курганской команды КВН «СбоКу» Андрей Чуриков («Рыжий») — «Там, за оранжевыми облаками, в форме собаки…», что после долгих обсуждений сократили до «За облаками». Логотип разработан курганским дизайнером Кайратом Даулбаевым. Авиационная тематика, заявленная в атрибутике нового бренда, легла в основу фирменного стиля радиостанции: это использование специальной терминологии (например, коллектив называет себя экипажем), тематическая визуализация в полиграфической и сувенирной продукции, сотрудничество с руководством местного ДОСААФ, в том числе участие в лётных мероприятиях аэродрома Логовушка, включая возможность разыгрывать полёты и прыжки с парашютом среди слушателей.
Первая PR-акция прошла в день начала вещания. По городу пустили бесплатный «Автобус желаний», который, в преддверии Нового года, ездил по специальному маршруту между крупнейшими торговыми центрами.
Музыкальное оформление было сделано в Тюмени. В создании первых джинглов участвовал Алексей Чумаков, финалист проекта «Народный артист». Сейчас у радиостанции собственная профессиональная продакшн-студия, которая отвечает за оформление эфира, производит коммерческие аудиоролики, осуществляет запись и монтаж программ.
Собственная служба информации начала функционировать в январе 2003 года. В ведении информационного отдела сегодня — мировые, российские и региональные события, а также новости из жизни радиостанции. Особое место в деятельности службы занимает эфирная поддержка культурно-просветительских, спортивных, социальных мероприятий, проходящих не только в Кургане, но и в других городах УрФО.
Ориентируясь на социальную значимость единственной местной радиостанции, сотрудники «За облаками» принимают активное участие в жизни города, будь то специальное мероприятие для СМИ или общегородская акция, однако первостепенной задачей было заявить о себе как о земляке, который сам продуцирует события. В первые годы вещания радиостанцией было проведено несколько мероприятий, многие из которых стали ежегодными:
- День влюблённых (праздник на катке стадиона «Локомотив»[11], «Свадьба за облаками»)
- 8 марта (поздравление женщин-водителей, совместно с ГИБДД)
- День смеха («Экстерн» в прямом эфире для студентов КГУ, бесплатные автобусы)
- Апрельский субботник[12] (уборка центральных улиц города)
- Полёт наяву (розыгрыш полётов на вертолёте и самолёте)[13]
- День защиты детей (поздравления в детских садах)
- День рыбака (чемпионат по рыбной ловле на озере Бездонном[14])
- День города (городская площадка с участием творческих коллективов)[15]
- День рождения радиостанции (турнир в «Аэробоулинге», презентация песни «За облаками»[16], проводы зимы в Ледовом дворце)[17]

Появление радиостанции «За облаками» стало первым шагом к образованию крупнейшего в Кургане радиохолдинга, в который со временем вошли 6 сетевых радиостанций. Коммерческая служба, в начале 2003 года состоявшая всего из одного человека, стала впоследствии самым динамично развивающимся отделом компании. В октябре 2006 года на её основе было сформировано рекламное агентство полного цикла «Жираф», функции которого сегодня выполняет коммерческая служба радиохолдинга «Радио 45».
См. также: Радиовещательные станции Курганской области
За время существования «За облаками» формат звучания претерпел множество изменений, что было обусловлено, в первую очередь, началом ретрансляции в Кургане новых сетевых радиостанций. Слоган «Радио воздушного настроения!» трансформировался сначала в «Всегда на высоте! На высоте 101,5 FM!», а с расширением вещания на Шадринск от упоминания частоты пришлось отказаться. Сейчас «За облаками» позиционируется как «Радио высокого полёта».
В январе 2007 года запущен новый официальный сайт «За облаками». Тогда же было налажено интернет-вещание, а с сентября 2008 года стала возможной трансляция сигнала через спутник.
В марте 2011 года прошёл первый этап подготовки радио «За облаками» к рестайлингу: среди слушателей был проведён призовой конкурс на лучший новый логотип.

### Специальные проекты

#### День радио
7 мая 2003 года на сцене перед областной филармонией впервые состоялся городской праздник «День радио». В программе приняли участие курганские команды КВН, рок-группы «Perpetuum Mobile» и «Чужие сны». Большой макет радиоприёмника, выпущенный в небо в кульминации программы на связке из фирменных воздушных шаров, был найден на следующий день на берегу реки Исеть школьником деревни Кокорино Шадринского района Павлом Симкиным. Ему вручили настоящий радиоприёмник.
В 2004 году День радио прошёл в Горсаду. В мае 2005 года сцена была размещена на передвижном автопоезде, который за день объехал с развлекательной программой все районы города. День радио проходил в формате общегородского мероприятия ежегодно вплоть до 2006 года. В 2006 году он был переименован в «День связи», а с 2007 года перешёл в разряд корпоративных.

#### Шоу холостяков
На протяжении нескольких лет визитной карточкой «За облаками» было «Шоу холостяков», совместный проект Андрея Воронцова и Вадима Коробейникова, Президента Фонда «КВН-21 век». Взяв за основу формат, использованный в телепередаче «А ну-ка, парни!», и представив его в виде развлекательной сценической постановки с конкурсными элементами, организаторы каждый год выбирали ту тематику «Шоу», в которой будут соревноваться 10 участников:
- 30 октября 2004 года — без темы[32]
- 29 октября 2005 года — «мальчишник»[33]
- 13 ноября 2006 года — «боги Олимпа»[34]
- 10 ноября 2007 года — «Мулен Руж»[35][36]
- 6 ноября 2008 года — «пионерская зорька»[37][38][39]
- 3 ноября 2009 года — «первобытное племя»[40]

Все шоу, кроме последнего, вели Андрей Воронцов и Юлия Ковригина, занимавшая на радио «За облаками» должность коммерческого директора. В 2009 году её соведущим стал Константин Сухоруков («КОТ»), который годом ранее был одним из холостяков.
Всем участникам, помимо призов и подарков от спонсоров, традиционно вручались статуэтки с фигурой Карлсона как символа независимой холостяцкой жизни.
В разные годы «Шоу» было заимствовано и проведено в других городах России.

#### Аква-шоу
Летний проект, проходящий в июле на пляже «Голубых озёр». Берёт начало от Дня Нептуна и состоит из двух частей — дневной детской и ночной молодёжной. В рамках Аква-шоу проводятся конкурсы на песке и на воде, первенство по пляжному волейболу, выступают творческие коллективы, разыгрываются призы от радио и спонсоров. Финал программы — ночная дискотека.

#### Ночь города
С 2004 по 2008 год на пляже зоны отдыха «Голубые озёра» проводилась «Ночь города» — молодёжная дискотека с конкурсами и выступлениями танцевальных коллективов. Проект проходил всегда в августе и позиционировался как продолжение общегородского праздника «День города», официальным завершением которого считается вечерний фейерверк. Радио «За облаками» предоставляло горожанам специальный бесплатный транспорт, следующий по маршруту «Центр — Голубые озёра». Дискотеку в разные годы проводили известные в Кургане и за его пределами DJ Боголюбов (Екатеринбург), DJ Crush (Курган), DJ Гринопель (Екатеринбург) и другие.
Впоследствии танцевальная Ночь праздника, организованная сразу после Дня праздника, стала эксклюзивом от радио «За облаками» (например, «Ночь связи», «Ночь космонавтики», «Ночь Святого Валентина» и прочие).

#### Весна — детям!
Социальная акция для воспитанников детских домов области. К участию в благотворительном концерте, первый из которых состоялся 4 апреля 2007 года в ДДЮТ, были привлечены организации города и популярные творческие коллективы. Силами курганцев и спонсоров были сформированы индивидуальные подарки для сирот из 16 курганских детских домов.

Второй концерт организовали в том же ДДЮТ 26 марта 2008 года, а 31 марта 2009 года мероприятие пришлось провести в областной филармонии, поскольку количество приехавших детей возросло до тысячи.
26 мая 2010 года акция «Весна — детям!» прошла в ЦПКиО, где в совместной развлекательной программе радио «За облаками» и Молодёжной общественной организации «21 век» приняли участие 300 воспитанников детских домов Кургана и области. Год спустя, 12 мая 2011 года, 600 детей-сирот были приглашены на катания на Ледовую арену «Юность».

#### Трасса 101,5
Многодневная выездная акция, совместно с автомобильными центрами, операторами сотовой связи и торговыми компаниями Кургана.
- С 14 по 24 мая 2007 года проект проходил под названием «Трасса 101,5. Зона уверенного приёма»[53]. Цель — определить границы уверенного сигнала радио «За облаками» в пяти направлениях от Кургана: на Челябинск, на Екатеринбург, на Тюмень, на Омск, на Казахстан (в сторону Звериноголовского). Выезды сопровождались плотными выходами в эфир и вручением фирменных подарков слушателям, встреченным по пути. Во второй день представители радио «За облаками» и спонсоров возложили цветы к мемориалу памяти жертв Чашинского пожара (май 2004 года[54]).

По итогам акции была составлена карта приёма сигнала 101,5 FM:
1. в сторону Челябинска — 48 км (район Зырянки)
2. в сторону Екатеринбурга — 22 км (район Нового Просвета)
3. в сторону Тюмени — 69 км (район Тебенякского)
4. в сторону Омска — 59 км (район Камышного)
5. в сторону Казахстана — 53 км (район Чернавского)

- С 14 по 22 мая 2008 года проходил проект «Трасса 101,5. Территория чистого отдыха». Цель — произвести уборку и подготовку к летнему сезону популярных точек отдыха курганцев: памятника природы Акулинкино[55], Голубых озёр, «карьера» на Старом Просвете, полян в Чистопрудном, озера Масляного и пляжа в Редькино[56]. Места были выбраны по результатам голосования среди слушателей.

#### Гонки по правилам
В июне 2009 года в Кургане прошли заезды в рамках совместного проекта радио «За облаками» и Управления ГИБДД УВД по Курганской области. Участником мог стать любой водитель, у которого за последние полгода не было нарушений на дороге. На «Гонках» перед участниками стояла задача — в парном заезде (с раздельным стартом в 30 секунд) добраться по городу из точки А в точку Б максимально быстро, выбрав при этом оптимальный маршрут, не допустив нарушения ПДД и выполнив какое-либо дополнительное задание. Автомобили были предоставлены компаниями-партнёрами, а каждый экипаж состоял из водителя, ведущего эфира радио «За облаками» и сотрудника ГИБДД. После отборочных этапов состоялись четвертьфинальные, полуфинальные и финальный заезды, в которых был выявлен победитель.
В августе 2010 года «Гонки по правилам» повторились в Кургане, а 5 октября 2010 года проект состоялся в Шадринске, где впервые победу одержала женщина.
27 октября 2011 года ко Дню автомобилиста приурочили второй шадринский заезд.

#### Курган — Париж
1 ноября 2011 года представители радио «За облаками», слушатели и партнёры акции совершили автомобильный пробег «Курган — Париж» с промежуточными остановками в Щучьем, Южноуральске, Пласте и Фершампенуазе. Участники пробега добрались до челябинской Эйфелевой башни и вернулись обратно, в течение всего пути регистрируя качество интернет-вещания радио и делая регулярные репортажи в прямой эфир. Среди слушателей разыграли подарок из Парижа — им нужно было угадать точное время прибытия автомобилей в пункт назначения.

### «За облаками» в Шадринске
В сентябре 2008 года радио «За облаками» расширило сеть вещания, начав трансляцию во втором по величине городе Курганской области — Шадринске (на частоте 105,8 FM). Установленный там передатчик мощностью 1 кВт доставил сигнал в отдалённые районы — Далматовский, Каргапольский, Белозерский.
В честь открытия на сцене у ДК ШААЗ 20 сентября был организован концерт «Ветер перемен», на котором, кроме профессиональных творческих коллективов, выступили с номерами и ведущие эфира. Для шадринских СМИ была дана пресс-конференция.

### Гости в студии
- Владимир Шахрин, группа «Чайф»
- Роман Зверь, группа «Звери»
- Команда КВН «Уездный город»
- Константин Кинчев, группа «Алиса»
- Команда КВН «Уральские пельмени»
- Николай Носков
- Проект «Народный артист»
- Команда КВН «Парма»
- Алексей Кортнев, группа «Несчастный случай»
- Юрий Гальцев
- группа «Мираж»
- Марина Черкунова, группа «Total»
- Сергей Сафронов, иллюзионист
- Юрий Шатунов
- группа «Воскресение»
- Александр Барыкин
- Михаил Галустян
- Команда КВН «Нарты из Абхазии»
- Команда КВН «РУДН»
- Диана Арбенина, группа «Ночные снайперы»
- Сергей Чиграков, группа «Чиж & Co»
- Сергей Дроботенко
- Юлия Савичева
- Команда КВН «Сборная Пятигорска»
- Команда КВН «Фёдор Двинятин»
- Команда КВН «ЛУНа»
- Мурад, участник национального отборочного этапа Евровидения 2009

## Эфир

### Ведущие
- Арина Вознесенская
- Юрий Несговоров

Бывшие ведущие
- Анна Синицына
- Саша Крылатова
- Лана Леванова
- Роман Сафонов
- Ева Полетаева
- Юлиана Ульянова
- Лена Князева
- Матвей Казаков
- Илья Курасов
- Алексей Орлов
- Катерина Светлова
- Полина
- Мария Кириллова
- Иван Годунов
- Лана Полянская
- Сергей Капустин
- Руслан Ильин
- Варвара Самоварова
- Катя Ларина
- Олег Кубрак
- Юла
- Марина Зорина
- Влад Морозов
- Олеся Журавлёва
- Максим Громов
- Денис Давыдов
- Вика Сенина
- Дарья Мирская
- Игорь Ломакин
- Юлия Шелестова
- Лера Беляева

Production студия
- Михаил Востротин
- Ирина Зорина

### Программы
- Новости — Оперативно, достоверно, актуально, объективно
- Родная Земля — О национальном многообразии нашего края
- Голоса Победы — Помним, гордимся!
- Воздушные Мысли — Воздушные мысли
- Как говорится — История крылатых фраз
- Это вам не шутки — Несерьезно о серьезном
- Герои наших улиц — Истории о людях, чьими именами названы улицы
- Погода — Всё о настроении в небесной канцелярии

Архив программ
- Утреннее шоу «Налётчики» (ведущие — Максим Громов, Марина Зорина, Игорь Ломакин и Лера Беляева)
- Обсерватория Дениса Давыдова
- Бизнес-ланч (обеденное шоу)
- Пристегните ремни (вечернее шоу)
- Борт 6-10 / Свои люди (утреннее шоу)
- Автодром
- На слуху
- За горизонтом
- Звезда Давыдова
- Здоровый образ
- Наша аптечка
- Секреты стиля
- Разбор полётов с Варварой Самоваровой
- Культпоход
- Дисковедение Влада Морозова
- Ultramix (DJ Crush, DJ Боголюбов)
- Пастельный режим Влада Морозова
- Пин-код
- Кибербокс
- Высотка (хит-парад)
- Классики в переплете облаков
- Дневной рейс — В послеобеденное время самое место в эфире для обдуманной беседы с гостями разных профессий и увлечений. Вот почему в «ДНЕВНОМ РЕЙСЕ» мы встречаемся с интересными людьми, беседуем об их образе жизни, путешествиях. Листаем журналы, вспоминаем мелодии из любимых фильмов, играем в логические игры. Разбавляет «мужской клуб» Игоря Ломакина «женский взгляд» Арины Вознесенской – рубрика о женщинах и для женщин. О великих и просто известных, о том, что волнует и о том, что интересно...

### Эфирные акции

#### Сериал «Блондинки»
Многодневная эфирно-выездная акция с элементами перфоманса. Ведущие радио «За облаками» Марина Зорина и Дарья Мирская, находясь в заданной точке города, разыгрывали мини-спектакль, в который в определённый момент включался случайный прохожий. Суть розыгрыша сводилась к обязательному телефонному разговору «жертвы» с дежурным диджеем в прямом эфире. Разоблачение сопровождалось вручением фирменных подарков от сотрудников радио.
- С 11 по 20 сентября 2007 года проект проходил под названием «Блондинка за рулём» и был так или иначе связан с автомобилем[62]. Например: Дарье Мирской, игравшей начинающую таксистку с проколотой шиной, помогал с ремонтом мужчина, которому нужно было сообщить о случившемся «диспетчеру» Марине Зориной.
- С 1 по 9 октября 2008 года проект получил название «Осторожно, блондинки!» и проходил более артистично, чем в предыдущий год. Марина Зорина и Дарья Мирская изображали, например, спорящих «светских львиц» и кастинг-менеджеров режиссёра Ларса фон Триера, а в финальном сюжете Дарья Мирская играла невесту, подыскивающую себе жениха[63].

#### Реалити-шоу «Крылья»
9 ноября 2010 года в утреннем шоу «Налётчики» появился попугай-корелла Радик. Слушателям предлагалось следить за жизнью студийного питомца, давать советы ведущим по уходу за ним, поздравлять его с Новым годом и участвовать в многочисленных конкурсах, посвящённых домашним животным. 28 декабря 2010 года, в день 8-летия радиостанции, Радика подарили одному из слушателей.

#### День селёдки под шубой / День волшебных пузырьков
Традиционный праздничный марафон с ведущими, посвящённый Дню рождения радио и Новому году. Проходит ежегодно в последние дни декабря, с розыгрышем и вручением призов, поздравлениями от слушателей. Это своеобразный день открытых дверей для всех, кто хочет принять участие в праздничной программе, включая выход в прямой эфир из студии «За облаками».

#### Закрытый показ
Розыгрыш билетов на специальную демонстрацию новинок мирового кинематографа в кинотеатре «MegaFilm». Зрителями могут быть слушатели, которые выиграли билеты в эфире и сотрудники радио.

## Награды
2003 год — Уральская премия «Белое крыло» в номинации «Лучший PR-проект для СМИ»
2004 год — «Лучшая радиокомпания 2004 года» по версии Национальной ассоциации телерадиовещателей (НАТ)
2005 год — Диплом «Бронзовый брэнд года» Регионального Тура Национального Конкурса «Брэнд года /EFFIE 2005»
2005 год — Диплом 1-й степени премии Артёма Боровика за авторскую программу «60 лет Великой Победе»
2008 год — Диплом в номинации «Лучший диджей развлекательной радиостанции г. Кургана», премия «Золотая акула», Екатеринбург — Игорь Ломакин
2008 год — 1 место в номинации «Eжедневный информационный выпуск» на уральском этапе VI фестиваля информационных радиопрограмм «Вместе — радио»(ФНР)
2008 год — 2 место в номинации «Радио в паутине» на II конкурсе творческих работ по продвижению региональной радиостанции «Радиоимидж 2007—2008»
2008 год — 2 место в номинации «Радиоимидж» на II конкурсе творческих работ по продвижению региональной радиостанции «Радиоимидж 2007—2008» за проект «Первая пятилетка»
2008 год — Серебро II Всероссийского фестиваля радиопрограмм «Моя провинция»: 2-е место в номинации «Рекламный ролик»; 2-е место в номинации «Развлекательная программа»; Вице-мисс Медиа — Дарья Мирская.
2008 год — 3 место в номинации «Игровой ролик» на VIII национальном фестивале аудиорекламы «Сибирский децибел», Томск
2009 год — 1 место в номинации «Eжедневный информационный выпуск» на уральском этапе VII фестиваля информационных радиопрограмм «Вместе — радио»(ФНР)
2009 год — Золото III Всероссийского радиофестиваля «Моя провинция» в номинации «Развлекательная программа»
2009 год — Золото III Всероссийского фестиваля «Моя провинция» в номинации «Мир добрых новостей»
2010 год — Диплом за глубокую разработку темы, активное участие в конкурсе на лучшее освещение в средствах массовой информации подготовки и проведения Всероссийской переписи населения 2010 года в Курганской области в номинации среди журналистов, авторов интернет-СМИ, Курган
2010 год — Победитель в номинации «Лучший корпоративный ресурс» и специальный приз компании «HeadHunter», премия «Золотой клик», Курган
2011 год — Диплом в номинации «Лучшая радиостанция», премия «Золотая акула», Екатеринбург

## Города Вещания
- Курган — 101,5 FM
- Шадринск — 105,8 FM

### Вещание прекращено
- Тольятти — 104,4 FM (заменено на Like FM)

## Адрес
- г. Курган, ул. Тобольная, 54, офис 210.